# Парна турбина
Парната турбина е изобретена от сър Чарлз Парсънс през 1884 година. Турбината бива постепенно усъвършенствана и заедно с двигателя с вътрешно горене през ХХ век постепенно изместват парната машина. Тяхното главно предимство е по-високият коефициент на полезно действие (КПД).
Парната турбина е въртяща се топлинна машина, преобразуваща кинетичната и топлинната енергия на протичащата пара в механично ротационно движение предавано на ротора на машината.

## История в България
Първата парна турбина в България е инсталирана през 1912 г. от концесионера на осветлението в София „Електрическо дружество за София и България“ в парната електрическа централа „Мария Луиза“. Тя е тип „Броун-Бовери“ с мощност 2200 hp., комплектувана с генератор „Оерликон“ с мощност около 1500 kW.